# Fotballklubben Futsal Ørn-Horten
Il Fotballklubben Futsal Ørn-Horten è una squadra norvegese di calcio a 5, con sede ad Horten.

## Stagione
L'Ørn-Horten ha partecipato alla Futsal Eliteserie 2013-2014. Ha giocato la prima partita in questa lega in data 9 novembre 2013, nel pareggio per 2-2 contro il Solør. La squadra ha chiuso la stagione al 10º ed ultimo posto in classifica, retrocedendo pertanto in 1. divisjon.